# Premio Ariel de Uruguay
El Premio Ariel es un galardón literario uruguayo a obras o producciones en idioma español inéditas, entregado por la Academia Nacional de Letras de Uruguay a ciudadanos uruguayos naturales o legales hasta los 35 años.

## Historia
Se creó en el año 2016 un concurso con el nombre Ariel del escritor uruguayo José Enrique Rodó en el año 1900, considerado como una de las obras de mayor influencia. Creado para promover la creación e investigación en el campo de la cultura.
Entre las condiciones las obras no podrán haber sido editadas total o parcialmente, en ningún soporte o formato, ni haber sido participe de otros concursos. El fallo será inapelable y también podrán otorgarse hasta tres menciones honoríficas.
En el año 2022, el jurado estuvo compuesto por Beatriz Vegh, Rafael Courtoisie y Juan Grompone.

## Galardonados
- 2016, Leonardo de León.[5]